# Caisse nationale de sécurité sociale (Guinée)
Pour les articles homonymes, voir Caisse nationale de sécurité sociale.
La caisse nationale de sécurité sociale ou CNSS est un établissement public guinéen, à vocation de sécurité sociale. 
Elle constitue un régime de sécurité sociale en Guinée, obligatoire pour les salariés de l’industrie, des services, et des professions libérales. Son siège se trouve à Conakry.

## Histoire
Créé en 1955 sous la forme de caisse de compensation des prestations familiales (CCPF) et elle gérait, comme son nom l’indique, la seule branche des prestations familiales.
En 1959, la caisse de compensation des prestations familiales reçut la mission de gérer la branche accident du travail et maladies professionnelles, autrefois sous l’apanage des compagnies privées d’assurance.
En 1960, la compétence de cette caisse a été élargie à la gestion de l’assurance vieillesse ainsi qu’à celle de l’assurance maladie- invalidité. C’est au terme de ce processus que la Loi N°21/AN/60 du 12 décembre 1960, érigea la caisse de compensation des prestations familiales en caisse nationale de sécurité sociale (CNSS).

### Liste chronologique des directeurs
| N° | Nom et prénoms | Debut            | Fin              |
| -- | -------------- | ---------------- | ---------------- |
| 01 | Malick Sankhon | 30 décembre 2010 | 14 décembre 2021 |
| 02 | Bakary Sylla   | 14 décembre 2021 | a nos jours      |